# Lupi
Lupi (Bayan ng Lupi) är en kommun i Filippinerna. Kommunen ligger på ön Luzon, och tillhör provinsen Camarines Sur. Folkmängden uppgår till 32 167 invånare.

## Barangayer
Lupi är indelat i 38 barangayer.
| - Alleomar - Bagangan Sr. - Bagong Sikat - Bel-Cruz - Bangon - Barrera Jr. - Barrera Sr. - Belwang - Buenasuerte - Bulawan Jr. - Bulawan Sr. - Cabutagan - Kaibigan | - Casay - Colacling (Del Rosario) - Cristo Rey - Del Carmen - Haguimit - Haluban (Pigbasagan) - La Purisima - Lourdes - Mangcawayan - Napolidan - Poblacion - Polantuna - Sagrada | - Salvacion - San Isidro - San Jose - San Pedro - San Rafael Norte - San Rafael Sur - San Ramon - San Vicente - Sooc - Tanawan - Tible - Tapi (Lupi Nuevo) |